# Säsong 28 av Simpsons
Säsong 28 var den 28:e säsongen av Simpsons, och hade premiär den 25 september 2016 på Fox i USA. Säsongens sista avsnitt sändes 21 maj 2017. I början av maj 2015 meddelade Fox att både en 27:e och en 28:e säsong av Simpsons skulle produceras.

## Lista över avsnitt
| Nr | Titel                          | Regissör                                 | Författare                                | Sändes i Fox      | Svensk TV-premiär | Produktkod |
| --- | ------------------------------ | ---------------------------------------- | ----------------------------------------- | ----------------- | ----------------- | ---------- |
| 597 - 1 | "Monty Burns' Fleeing Circus"  | Matthew Nastuk                           | Tom Gammill Max Pross                     | 25 september 2016 | 5 december 2016   | VABF20     |
| Mr. Burns sätter upp en varieté på Springfield Bowl mot löfte att få återuppbygga Springfield, efter att det brunnit ner till grunden. Gästskådespelare: Amy Schumer och Pendleton Ward. |                                |                                          |                                           |                   |                   |            |
| 598 -2 | "Friends and Family"           | Lance Kramer                             | J. Stewart Burns                          | 12 oktober 2016   | 12 december 2016  | VABF18     |
| Homer får en ny kvinnlig vän som liknar honom själv. Mr. Burns låter Marge, Bart, Lisa och Maggie spela hans familj i ett virtuellt spel med Burns som far. Gästskådespelare: Allison Janney. |                                |                                          |                                           |                   |                   |            |
| 599 -3 | "The Town"                     | Rob Oliver                               | Dave King                                 | 9 oktober 2016    | 19 december 2016  | VABF17     |
| Homer går på amerikansk fotboll med Bart och de hejar på olika lag. Homer får ett bättre jobb som säkerhetsinspektör på godisfabriken. Lisa blir intresserad av den bättre utbildningen i Boston. Gästskådespelare: Bill Burr, Dana Gould, Dana Gould, Michael Chiklis och Rachel Dratch. |                                |                                          |                                           |                   |                   |            |
| 600 - 4 | "Treehouse of Horror XXVII"    | Steven Mean Mooredor (Steven Dean Moore) | Jowl H. Corpulent (Joel H. Cohen)         | 16 oktober 2016   | 9 januari 2017    | VABF16     |
| Familjen Simpsons ska köpa en julgran under Halloween men på köpstället får de besök av Sideshow Bob, Kang & Kodos och Frank Grimes. Dry Hard: Mr. Burns anordnar ett spel där Springfields barn slåss varje dag om ett besök en dag i Burns privata pool. BFF R.I.P.: Lisas påhittade vän Rachel är avundsjuk på Lisas riktiga vänner och börjar döda dem. Moefinger: Moe Szyslak berättar för Bart att hans stammisar är hemliga agenter och vill att han tar Homers plats. Gästskådespelare: Young Fagenstein (Donald Fagen), Boo Scary From The Fright Is Right! (Drew Carey), Judith "Shewolf" Owen (Judith Owen), Klarc Glamour (Kelsey Grammer), Maurice LaMarrrrghhh!! ([Maurice LaMarch) och Scare-ah Kill-Vermin (Sarah Silverman). |                                |                                          |                                           |                   |                   |            |
| 601 - 5 | "Trust but Clarify"            | Michael Polcino                          | Harry Shearer                             | 23 oktober 2016   | 16 januari 2017   | VABF21     |
| Bart och Lisa Simpson undersöker Krustys nya godis. Marge letar en ny kostym till Homer som ska bli befordrad. Kent Brockman tänker förändra sin karriär. Gästskådespelare: Dan Rather |                                |                                          |                                           |                   |                   |            |
| 602 - 6 | "There Will Be Buds"           | Matthew Faughnan                         | Matt Selman                               | 6 november 2016   | 23 januari 2017   | VABF22     |
| Homer blir tränare i lacrosse med Kirk som letar efer en ny vän. Kirk försvinner efter att han hör att Homer kallar honom en förlorare. |                                |                                          |                                           |                   |                   |            |
| 603 - 7 | "Havana Wild Weekend"          | Bob Anderson                             | Deb Lacusta Dan Castellaneta Peter Tilden | 13 november 2016  | 30 januari 2017   | VABF19     |
| Familjen Simpson åker till Kuba för att få billig medicin till farfar då sjukhuset och ålderdomshemmet inte vill hjälpa honom. Gästskådespelare: Deb Lacusta och Stacy Keach. |                                |                                          |                                           |                   |                   |            |
| 604 -8 | "Dad Behavior"                 | Steven Dean Moore                        | Ryan Koh                                  | 20 november 2016  | 6 februari 2017   | WABF01     |
| Homer upptäcker en app som gör hans liv enklare. Farfar ska bli pappa igen. Gästskådespelare: Matt Leinart |                                |                                          |                                           |                   |                   |            |
| 605 -9 | "The Last Traction Hero"       | Bob Anderson                             | Bill Odenkirk                             | 4 december 2016   | 13 februari 2017  | WABF03     |
| Homer blir skadad på jobbet och Marge blir oväntat källan för romantik. Lisa ska börja vakta skolbussen. |                                |                                          |                                           |                   |                   |            |
| 606 - 10 | "The Nightmare After Krustmas" | Rob Oliver                               | Jeff Westbrook                            | 11 december 2016  | 18 september 2017 | WABF0      |
| Krusty firar julen hos familjen Simpson med sin dotter. Pastor Lovejoy vill få flera besökare till julmässan, och Maggie blir rädd för en leksak. Gästskådespelare: Natasha Lyonne, Jackie Mason och Wayne Gretzky. |                                |                                          |                                           |                   |                   |            |
| 607 - 11 | "Pork and Burns"               | Matthew Nastuk                           | Rob Lazebnik                              | 8 januari 2017    | 25 september 2017 | WABF06     |
| Marge övertalar familjen att göra av sig med saker de inte behöver. Homer försöker bli av med Plopper men den blir hans terapidjur istället. Gästskådespelare: Joyce Carol Oates, Michael York, |                                |                                          |                                           |                   |                   |            |
| 608 - 12 | "The Great Phatsby: Part One"  | Chris Clements                           | Dan Greaney                               | 15 januari 2017   | 2 oktober 2017    | WABF04     |
| Mr. Burns träffar sin idol Jay G och börjar leva lyxliv. Gästskådespelare: Charles Barkley och Keegan-Michael Key. |                                |                                          |                                           |                   |                   |            |
| 609 - 13 | "The Great Phatsby: Part Two"  | Timothy Bailey                           | Dan Greaney Matt Selman                   | 15 januari 2017   | 9 oktober 2017    | WABF05     |
| Mr. Burns har blvit bankrutt och Jay G har tagit över hans firma och liv. Homer hjälper Mr. Burns få tillbaka sitt gamla liv. Gästskådespelare: Common, Keegan-Michael Key, RZA, Snoop Dogg och Taraji P. Henson |                                |                                          |                                           |                   |                   |            |
| 610 - 14 | "Fatzcarraldo"                 | Mark Kirkland                            | Michael Price                             | 12 februari 2017  | 16 oktober 2017   | WABF07     |
| Homer upptäcker en korvvagn som han blir förälskad i. Lisa försöker få skolan att behålla sin radiostation. Gästskådespelare: Glenn Close. |                                |                                          |                                           |                   |                   |            |
| 611 - 15 | "The Cad and the Hat"          | Steven Dean Moore                        | Ron Zimmerman                             | 19 februari 2017  | 23 oktober 2017   | WABF08     |
| Bart känner skuld till Lisa då han ser till att hon förlorar sin älskade hatt. Homer börjar spela schack. Gästskådespelare: Magnus Carlsen, Patton Oswalt och Seth Green. |                                |                                          |                                           |                   |                   |            |
| 612 - 16 | "Kamp Krustier"                | Rob Oliver                               | David M. Stern                            | 5 mars 2017       | 30 oktober 2017   | WABF09     |
| Bart och Lisa återvänder efter ett traumatiskt besök på Kamp Krusty. Homer blir mer produktiv på jobbet. Gästskådespelare: Lizzy Caplan och Michael Sheen. |                                |                                          |                                           |                   |                   |            |
| 613 - 17 | "22 for 30"                    | Chris Clements                           | Joel H. Cohen                             | 12 mars 2017      | 6 november 2017   | WABF10     |
| Bart börjar spela basket och blir inblandad i maffian. Gästskådespelare: Earl Mann, Joe Mantegna och Stephen Curry. |                                |                                          |                                           |                   |                   |            |
| 614 - 18 | "A Father's Watch"             | Bob Anderson                             | Simon Rich                                | 19 mars 2017      | 13 november 2017  | WABF11     |
| Marge börjar gå på föräldrakurs för att förbättra Bart. Homer öppnar en trofé-affär. Gästskådespelare: Adam Silver, Brian Posehn, Rob Riggle och Vanessa Bayer. |                                |                                          |                                           |                   |                   |            |
| 615 - 19 | "Caper Chase"                  | Lance Kramer                             | Jeff Westbrook                            | 2 april 2017      | 20 november 2017  | WABF12     |
| Mr. Burns startar ett universitet med Homer som professor. Gästskådespelare: Jason Alexander, Ken Jennings, Neil deGrasse Tyson, Robert McKee, Stan Lee och Suze Orman. |                                |                                          |                                           |                   |                   |            |
| 616 - 20 | "Looking for Mr. Goodbart"     | Michael Polcino                          | Carolyn Omine                             | 30 april 2017     |                   | WABF13     |
| Bart blir god vän med Agnes Skinner. Homer och Lisa fastnar för Peekimon Get. Gästskådespelare: Jennifer Saunders och Valerie Harper. |                                |                                          |                                           |                   |                   |            |
| 617 - 21 | "Moho House"                   | Matthew Nastuk                           | Jeff Martin                               | 7 maj 2017        |                   | WABF14     |
| Homer och Marge vill förbättra sitt äktenskap. Mr. Burns slår vad med Nigel att förstöra Homer och Marges äktenskap. Moe öppnar baren Moho House. Gästskådespelare: Michael York och Valerie Harper. |                                |                                          |                                           |                   |                   |            |
| 618 - 22 | "Dogtown"                      | Steven Dean Moore                        | J. Stewart Burns                          | 21 maj 2017       |                   | WABF15     |
| En ny lag i Springfield leder till att hundarna bestämmer i staden. Gästskådespelare: Michael York. |                                |                                          |                                           |                   |                   |            |

### Fotnoter
1. ↑  Wille Wilhelmsson (5 maj 2015). ”Klart för två nya säsonger av The Simpsons”. Feber. http://feber.se/film/art/326455/klart_fr_tv_nya_ssonger_av_the/. Läst 4 december 2016.